# Dragon Television
Dragon Television (en chino simplificado, 东方卫视; pinyin, Dōngfāng Wèishì) es un canal de televisión por cable y satélite de la República Popular China. Se puso en marcha en octubre de 1998 como "Shanghai Metropolitan Televisión", pero cambió su nombre a Dragon Television el 23 de octubre de 2003. En la actualidad, la señal cubre la mayor parte de China, incluyendo Macao y Hong Kong a nivel internacional en Taiwán, Japón, América del Norte, Australia y Europa. Desde el 28 de septiembre de 2009 el canal utiliza emisión de alta definición.